# Dippelsdorf (Wüstung)
Dippelsdorf ist eine Wüstung westlich von Ahlsdorf im Landkreis Mansfeld-Südharz. Das ehemalige Dorf liegt in einem Tal am Oberlauf des Dippelsbaches, einem der Quellbäche der Bösen Sieben. Von einigen Häusern sind noch Fundamente zu erkennen. Dippelsdorf wurde schon im Hersfelder Zehntverzeichnis Ende des 9. Jahrhunderts als Theotbaldesdorpf genannt  Das Kloster Sittichenbach besaß im Ort einen Klosterhof. Vermutlich im 14. Jahrhundert wurde der Ort von seinen Bewohnern verlassen. Ob als Folge kriegerischer Auseinandersetzungen (Halberstädter Bischofsfehde) oder aus anderen Gründen ist nicht überliefert. 1484 wird der Ort auch in den Quellen als wüst bezeichnet.
Koordinaten: 51° 32′ 26″ N, 11° 25′ 39″ O